# يو إف سي 179
يو إف سي 179: ألدو ضد مينديز 2 (بالإنجليزية: UFC 179: Aldo vs. Mendes 2)‏ هو حدث لفنون القتال المختلطة نظمته يو إف سي، أُقيم في 25 أكتوبر 2014، على جيناسيو دو ماراكانازينيو في ريو دي جانيرو، البرازيل.